# Messiás (televíziós sorozat)
A Messiás Michael Petroni által létrehozott amerikai internetes thrillersorozat. 
Az első évad tíz epizódból áll, amely a Netflix-en jelent meg 2020. január 1-jén. A főbb szerepekben Mehdi Dehbi, Tomer Sisley, Michelle Monaghan, John Ortiz, Melinda Page Hamilton, Stefania LaVie Owen, Jane Adams, Sayyid El Alami, Fares Landoulsi, és Wil Traval látható.

## Történet
Egy bizalmatlan CIA-ügynök egy karizmatikus férfi után nyomoz, aki spirituális mozgalmat indított, és politikai zavargásokat robbantott ki.

## Szereplők

### Főszereplők
| Szerep                         | Színész               | Magyar hang    |
| ------------------------------ | --------------------- | -------------- |
| Al- Masih                      | Mehdi Dehbi           | Szatory Dávid  |
| Aviram Dahan                   | Tomer Sisley          | Pál Tamás      |
| Eva Geller, CIA ügytisztviselő | Michelle Monaghan     | Németh Kriszta |
| Felix Iguero                   | John Ortiz            | Háda János     |
| Anna Iguero                    | Melinda Page Hamilton | Spilák Klára   |
| Rebecca Iguero                 | Stefania LaVie Owen   | Molnár Ilona   |
| Miriam Keneally                | Jane Adams            |                |
| Jibril Medina                  | Sayyid El Alami       |                |
| Samir                          | Fares Landoulsi       |                |
| Will Mathers                   | Wil Traval            |                |

### Mellékszereplők
- Philip Baker Hall – Kelman Katz
- Beau Bridges – Edmund DeGuilles
- Hugo Armstrong – Ruben
- Barbara Eve Harris – Katherin
- Nimrod Hochenberg – Izrael
- Emily Kinney – Staci Kirmani
- Jackson Hurst – Jonah Kirmani
- Nicole Rose Scimeca – mint Raeah Kirmani
- Ori Pfeffer – Alon
- Rona-Lee Shim'on – Mika Dahan
- Kenneth Miller – Larry
- Assad Bouab – Qamar Maloof
- Dermot Mulroney – John Young amerikai elnök

## Epizódok
| Sor. | Év. | Cím                                                                     | Rendező        | Író                                     | Premier         |
| ---- | --- | ----------------------------------------------------------------------- | -------------- | --------------------------------------- | --------------- |
| 1.   | 1.  | Akinek füle van, hallja meg... (He That Hath an Ear)                    | James McTeigue | Michael Petroni                         | 2020. január 1. |
| 2.   | 2.  | A felkelés (Tremor)                                                     | James McTeigue | Michael Petroni & Bruce Marshall Romans | 2020. január 1. |
| 3.   | 3.  | Isten ujja (The Finger of God)                                          | James McTeigue | Amy Louise Johnson & Kelly Wiles        | 2020. január 1. |
| 4.   | 4.  | A tárgyalás (Trial)                                                     | James McTeigue | Michael Brandon Guercio                 | 2020. január 1. |
| 5.   | 5.  | Hogy látva ne lássanak (So That Seeing They May Not See)                | Kate Woods     | Emily Silver                            | 2020. január 1. |
| 6.   | 6.  | ...nem fogunk ugyan mindnyájan elhunyni... (We Will Not All Sleep)      | Kate Woods     | Michael Petroni & Michael Bond          | 2020. január 1. |
| 7.   | 7.  | Ha bekövetkezik, amit valaki megmond (It Came to Pass as It Was Spoken) | Kate Woods     | Eoghan O'Donnell                        | 2020. január 1. |
| 8.   | 8.  | Vis maior (Force Majeure)                                               | Kate Woods     | Eoghan O'Donnell                        | 2020. január 1. |
| 9.   | 9.  | Isten a legnagyobb (God Is Greater)                                     | James McTeigue | Bruce Marshall Romans                   | 2020. január 1. |
| 10.  | 10. | A bűn zsoldja (The Wages of Sin)                                        | James McTeigue | Michael Petroni                         | 2020. január 1. |

## A sorozat készítése
2017. november 17-én jelentették be a Netflix gyártásában készülő, tíz epizódból álló első évadot. A sorozatot Michael Petroni készítette, aki a sorozat producere és vezető showrunnere is volt. A közreműködő produkciós cégek között szerepel az Industry Entertainment és a LightWorkers Media.

### Szereplőválogatás
2018 januárjában tették közzé John Ortiz, Tomer Sisley és Mehdi Dehbi szerepeltetését. 2018 májusában Michelle Monaghan lett a főszereplő. 2018 júniusában arról számoltak be, hogy Melinda Page Hamilton, Stefania LaVie Owen, Jane Adams, Sayyid El Alami, Fares Landoulsi és Wil Traval is csatlakozott a szereplőgárdához. Ugyanebben a hónapban bejelentették Beau Bridges és Philip Baker Hall mellékszereplését.

### Forgatás
Az első évad forgatása 2018 júniusától augusztusig zajlott a jordániai Ammánban. 2019. december 3-án a Netflix kiadta a sorozat hivatalos előzetesét.

## Bemutató
Az első évad 2020. január 1-jén jelent meg.

## Fordítás
- Ez a szócikk részben vagy egészben  a   Messiah (American TV series) című angol Wikipédia-szócikk ezen változatának fordításán alapul.  Az eredeti cikk szerkesztőit annak laptörténete sorolja fel. Ez a jelzés csupán a megfogalmazás eredetét és a szerzői jogokat jelzi, nem szolgál a cikkben szereplő információk forrásmegjelöléseként.